# 2018年平昌オリンピックのイスラエル選手団
2018年平昌オリンピックのイスラエル選手団（2018ねんピョンチャンオリンピックのイスラエルせんしゅだん）は、2018年2月9日から25日まで大韓民国江原道平昌で開催された2018年平昌オリンピックのイスラエル選手団の名簿、及びその競技結果。

## 選手団
- 人員: 選手 10人
- 開会式旗手: オレクシイ・ビチェンコ

## 種目別選手・スタッフ名簿及び成績

### アルペンスキー
- イタマール・ビラン
  - （男子大回転）2:33.71、49位
  - （男子回転）途中棄権

### フィギュアスケート
- オレクシイ・ビチェンコ（男子個人）257.01、11位
- ダニエル・サモーヒン（男子個人）251.44、13位
- ペイジ・コナーズ、エフゲニー・クラスノポルスキー（ペア）60.35、19位
- アデル・タンコワ、ロナルド・ジルベルベルク（アイスダンス）46.66、24位
- 団体 - 13点、8位
オレクシイ・ビチェンコ（男子）
エイミー・ブキャナン（女子）
ペイジ・コナーズ、エフゲニー・クラスノポルスキー（ペア）
アデル・タンコワ、ロナルド・ジルベルベルク（アイスダンス）

### ショートトラックスピードスケート
- ウラジスラフ・ビカーノフ
  - （男子500m）47.177 予選敗退
  - （男子1000m）失格 予選敗退
  - （男子1500m）失格 予選敗退

### スケルトン
- アダム・エデルマン（男子）2:37.26、28位